# Moritz Heck
Moritz Heck (* 19. Februar 2002) ist ein deutscher Basketballspieler.

## Werdegang
Heck, Sohn des ehemaligen Basketballspielers Michael Heck, spielte in der Jugend des SV Möhringen, des TSV Crailsheim und ab 2016 im Nachwuchs von Ratiopharm Ulm. Im Herrenbereich spielte er zusätzlich ab 2019 unter seinem Vater als Spielertrainer bei der TSG Schwäbisch Hall in der 2. Regionalliga. Auch mit dem Nachwuchs des Ulmer Bundesligisten sammelte Moritz Heck Spielerfahrung im Herrenbereich.
Zur Saison 2021/22 wechselte Heck zum Zweitligisten Ehingen/Urspring. 2022 stieg er mit der Mannschaft ab. Im Sommer 2023 stattete ihn Bundesligist Mitteldeutscher BC mit einem Vertrag aus, in dem ebenfalls festgehalten wurde, dass Heck beim Drittligisten BG Bitterfeld-Sandersdorf-Wolfen 06 zum Einsatz kommt. Ende Dezember 2023 gab er beim Mitteldeutschen BC seinen Einstand in der Basketball-Bundesliga. Im Februar 2025 wurde er mit dem MBC deutscher Pokalsieger. Heck wurde im Sommer 2025 fest in das Bundesliga-Aufgebot des MBC aufgenommen.